# Pseudolaryngodus spectabilis
Pseudolaryngodus spectabilis – gatunek pluskwiaka z podrzędu różnoskrzydłych i rodziny brudźcowatych, jedyny z monotypowego rodzaju Pseudolaryngodus.

## Taksonomia
Rodzaj i gatunek typowy opisane zostały po raz pierwszy w 2019 roku przez Mliego B. Malipatila i Gao Cuiqinga na łamach Zootaxa. Opisu dokonano na podstawie dwóch samców odłowionych w 2002 roku. Jako miejsce typowe wskazano McDonald Highway w Parku Narodowym Little Desert w australijskiej Wiktorii. Nazwa rodzajowa nawiązuje do podobnego rodzaju Laryngodus.

## Morfologia
Pluskwiak o wąskim, wydłużonym ciele długości nieco powyżej 5 mm. Głowa na odcinku przed oczami ma równoległe boki. Bukule są krótkie. Czułki mają człon pierwszy krótki i pogrubiony. Kłujka sięga ku tyłowi prawie do tylnych bioder. Przedplecze ma wąską obrączkę apikalną i trzykrotnie dłuższy od tylnego płat przedni. Trójkątna tarczka ma wcisk w kształcie litery „Y” oraz pośrodkowy kil w przedniej połowie. Grubo punktowane, równoległoboczne półpokrywy całkowicie nakrywają odwłok. Ujścia gruczołów zapachowych zatułowia mają bardzo wąskie uszka i małe ewaporatoria. Przetchlinki drugiego, trzeciego i czwartego segmentu odwłoka umieszczone są na błonach łącznych strony grzbietowej, zaś pozostałych segmentów brzusznie na sternitach. Genitalia samca mają sierpowate płaty paramer, nieregularne pasmo zesklerotyzowanego oskórka w fallotece, zbiorniczek wytryskowy w koniunktywie z parą skierowanych przednio-bocznie skrzydełek oraz parą trójkątnych sklerytów podporowych oraz około siedmiokrotnie zakręcony wyrostek helikoidalny. 

## Ekologia i występowanie
Owad endemiczny dla Australii, znany wyłącznie z lokalizacji typowej w stanie Wiktoria. Spotykany był na Melaleuca wilsonii z rodziny mirtowatych.